# Duncan Siemens
Duncan Siemens (* 7. September 1993 in Sherwood Park, Alberta) ist ein ehemaliger kanadischer Eishockeyspieler, der im Verlauf seiner aktiven Karriere zwischen 2008 und 2019 unter anderem 25 Spiele für die Colorado Avalanche in der National Hockey League (NHL) auf der Position des Verteidigers bestritten hat. Darüber hinaus absolvierte Siemens annähernd 330 weitere Partien in der American Hockey League (AHL).

## Karriere
Duncan Siemens spielte in der Saison 2007/08 für die Sherwood Park Flyers, ein Juniorenteam seines Heimatorts, in der Alberta Major Bantam Hockey League. In der Spielzeit 2008/09 ging er für die Sherwood Park Kings, ein weiteres Juniorenteam seines Heimatorts, in der Alberta Midget Hockey League aufs Eis. Zuvor wurde er beim Bantam Draft der Western Hockey League (WHL), einer Talentziehung ähnlich dem NHL Entry Draft, von den Saskatoon Blades an insgesamt dritter Position ausgewählt. Der Verteidiger absolvierte 34 Spiele für die Kings in der regulären Saison und kam spät in der WHL-Saison 2008/09 noch auf zwei Einsätze für die Blades in der WHL.

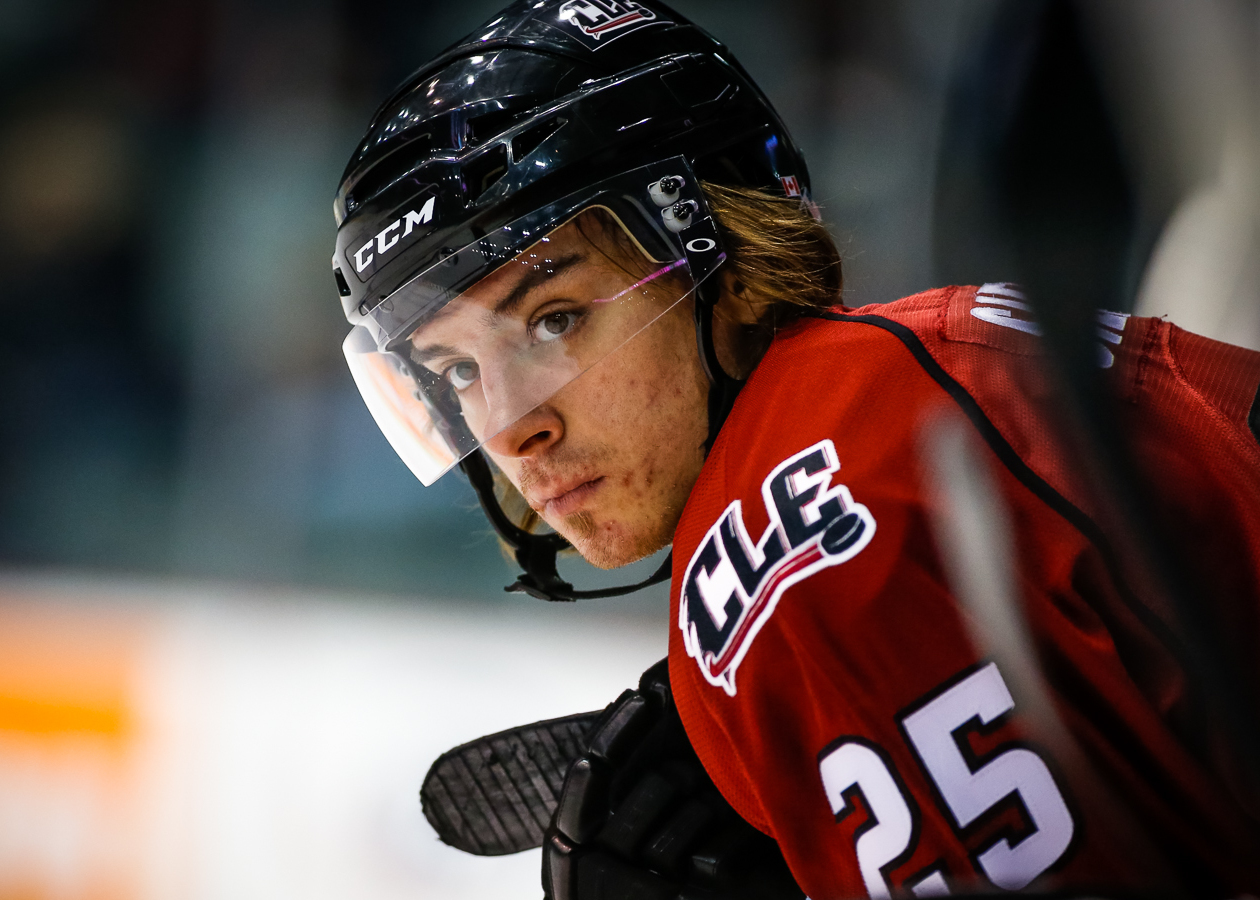
Siemens im Trikot der Lake Erie Monsters (2013)

Ab der Spielzeit 2009/10 gehörte Siemens zum Stammkader der Saskatoon Blades. Der Kanadier absolvierte 57 Partien in der regulären Saison und erzielte dabei drei Tore und 17 Torvorlagen. In den anschließenden Play-offs gewannen die Blades die erste Runde nach einem 4:0-Sweep gegen die Red Deer Rebels. In der zweiten Runde, dem Eastern-Conference-Halbfinale, unterlagen die Blades den Brandon Wheat Kings mit 2:4-Spielen. Siemens kam in sieben Playoff-Spielen zum Einsatz und blieb dabei ohne Scorerpunkt. In der folgenden Saison spielte er zusammen mit Stefan Elliott in einer Abwehrreihe. Der Linksschütze kam in allen 72 Spielen der regulären Saison für die Saskatoon Blades zum Einsatz, dabei erzielte er fünf Tore und insgesamt 43 Punkte. Zusätzlich sammelte er 121 Strafminuten. In den Play-offs schieden die Blades in der zweiten Runde gegen den späteren Meister der Western Hockey League, die Kootenay Ice, aus. Zuvor wurden im Viertelfinale die Prince Albert Raiders besiegt. Im Anschluss an die Spielzeit 2010/11 wurde Siemens in das WHL East Second All-Star Team berufen. Beim NHL Entry Draft 2011 – einer jährlichen Veranstaltung, bei der sich Mannschaften der National Hockey League (NHL) die Rechte an Nachwuchsspielern sichern können – wurde Duncan Siemens in der ersten Runde an insgesamt elfter Position von der Colorado Avalanche ausgewählt. Am 28. Juli 2011 unterzeichnete er einen dreijährigen Einstiegsvertrag bei der Colorado Avalanche. Der Verteidiger wurde zu seiner weiteren Entwicklung zurück nach Saskatoon in die Western Hockey League geschickt, wo er vor Beginn der Saison 2011/12 zum Mannschaftskapitän der Blades ernannt wurde.
Nachdem die Saskatoon Blades in der ersten Runde der WHL-Playoffs 2012 den Medicine Hat Tigers unterlegen waren, wurde Siemens in Colorados Farmteam Lake Erie Monsters in die American Hockey League berufen, für die der Defensivakteur in der AHL-Saison 2011/12 noch drei Partien bestritt. Nachdem er die Saison 2012/13 noch komplett bei den Blades verbracht hatte, wechselte er mit Beginn der Saison 2013/14 fest in die Organisation der Colorado Avalanche und bestritt 46 Spiele für die Monsters in der AHL. Während der Saison 2014/15 gab Siemens sein Debüt für die Avalanche in der NHL, spielte allerdings den Rest der Spielzeit weiterhin in der AHL. Hauptsächlich kam er dort ab dem Sommer 2015 bei Colorados neuem AHL-Kooperationspartner San Antonio Rampage zu Einsätzen. Am Ende der Saison 2017/18 wurde sein auslaufender Vertrag nicht verlängert. In der Folge blieb der Verteidiger vorerst ohne Team, bevor er im Dezember 2018 einen Vertrag bis zum Ende der Spielzeit bei den Milwaukee Admirals aus der AHL unterzeichnete. Nach dem Ende der Spielzeit 2018/19 beendete der 25-Jährige seine aktive Karriere frühzeitig.

### International
Duncan Siemens vertrat die kanadische U18-Nationalmannschaft erstmals beim Ivan Hlinka Memorial Tournament 2010. Der Abwehrspieler kam in fünf Partien zum Einsatz und erzielte dabei ein Tor sowie zwei Torvorlagen. Die Kanadier gewannen bei diesem Turnier nach einem Finalsieg gegen die US-amerikanische Auswahl die Goldmedaille. Zuvor hatte der Verteidiger bereits mit einer Auswahl der kanadischen Pazifikprovinzen an der World U-17 Hockey Challenge 2010 teilgenommen, die die Mannschaft auf dem fünften Rang beendet hatte.

## Erfolge und Auszeichnungen
- 2010 Goldmedaille beim Ivan Hlinka Memorial Tournament
- 2011 Teilnahme am CHL Top Prospects Game
- 2011 WHL East Second All-Star Team

## Karrierestatistik

### International
Vertrat Kanada bei:
- World U-17 Hockey Challenge 2010
- Ivan Hlinka Memorial Tournament 2010

(Legende zur Spielerstatistik: Sp oder GP = absolvierte Spiele; T oder G = erzielte Tore; V oder A = erzielte Assists; Pkt oder Pts = erzielte Scorerpunkte; SM oder PIM = erhaltene Strafminuten; +/− = Plus/Minus-Bilanz; PP = erzielte Überzahltore; SH = erzielte Unterzahltore; GW = erzielte Siegtore; 1 Play-downs/Relegation; Kursiv: Statistik nicht vollständig)